# 퀸즐랜드 스포츠 및 육상 센터
퀸즐랜드 스포츠 및 육상 센터(Queensland Sport and Athletics Centre 줄여서 QSAC)은 오스트레일리아 주요 다목적 경기장이다. 이전 이름은 ANZ 스타디움 또는 QE이다. 1993년부터 2003년까지 QSAC는 내셔널 럭비 리그 브리즈번 브론코스의 홈구장이었다.

## 역사
이 시설은 1975년에 개장하였고 1977년에 여왕에 의해 그녀의 실버 주빌리을 기념하기 위해 공식적으로 엘리자베스 2세 주빌리 여왕 스포츠 센터로 명명되었다. 엘리자베스 2세는 엘리자베스 2세 주빌리 여왕 병원과 선수들의 숙박 시설을 제공하는 그리피스 대학교에 근접하게 건설되었다.
원래 지붕 경기장에 있는 유일한 영구적인 좌석 시설로 계획되었다. 나머지 경기장 좌석은 "임시" 좌석으로 사용되었으며, 영연방 게임이 끝난 후에 철거될 예정이었다.공공 의견은 지붕이 없는 임시 좌석 영구로서 유지되는 것으로 끝났다.
이 경기장은 브리즈번 브론코스 럭비 리그 축구 팀의 홈 구장으로 1993년부터 2003년까지 ANZ스타디움으로 불렸다. 경기장은 현재 48,400명을 수용할 수 있지만, 1997년 슈퍼 리그 그랜드 파이널에서 브론코스 크로눌라 서덜랜드 셜크꺾은 기록은 58,912명이다. 동부와 서부의 관중석 앞에 임시 좌석을 추가로 배치하면 수용 인원을 60,000명으로 늘릴 수 있다. 이러한 것들은 2001년 굿윌 게임에 대한 러닝 트랙이 반환되었을 때 제거되었다.
1999년, ANZ 스타디움은 데이비스 컵 준결승전에서 러시아를 4 – 1로 이기면서 최종 챔피언인 오스트레일리아에서 개최했다. 들판의 한쪽 끝에는 임시 잔디 코트가 세워졌고, 세쪽 끝에는 임시초소가 세워졌다. 이 행사는 수용인원은 10,600명이었다. 1999년 오스트레일리아 오픈 챔피언, 러시아 데이비스 컵의 선수 예브게니 카펠니코프는 코트를 "감자 밭에 노는것"과"그 법원 단지 이런 행사에 받아들일 수 없습니다” 라고 입장에서는 받아들여지지 않았다.
2002년에는 퀸즐랜드 스포츠 및 육상 센터로 소유권이 현재의 이름으로 불리고 있다.